# Guardians of the Galaxy Vol. 3
Guardians of the Galaxy Vol. 3 és una pel·lícula de superherois estatunidenca basada en l'equip de superherois de Marvel Comics Guardians of the Galaxy, produïda per Marvel Studios i distribuïda per Walt Disney Studios Motion Pictures. És la seqüela de Guardians de tla Galaxia i Guardians de la galaxia Vol. 2 i la pel·lícula número 32 del Marvel Cinematic Universe (MCU). La pel·lícula està escrita i dirigida per James Gunn i és protagonitzada per Chris Pratt, Zoe Saldaña, Dave Bautista, Vin Diesel, Bradley Cooper, Karen Gillan, Pom Klementieff, Elizabeth Debicki, Sean Gunn, Sylvester Stallone, Will Poulter, Chukwudi Iwuji i Maria Bakalova.
James Gunn va dir el novembre de 2014 que tenia idees inicials per a una tercera pel·lícula de la sèrie, i va anunciar el seu retorn per escriure i dirigir l'abril de 2017. Va ser acomiadat de la pel·lícula el juliol de 2018 després del sorgiment de publicacions controvertides a Twitter, però l'octubre l'estudi va reincorporar Gunn com a director. El retorn de Gunn es va revelar públicament el març de 2019, i la producció es va reprendre després que Gunn acabés de treballar a la seva pel·lícula The Suicide Squad i la seva sèrie derivada Peacemaker. El rodatge va començar el novembre de 2021 als Trilith Studios d'Atlanta, Geòrgia, i va durar fins a principis de maig de 2022.
Es va estrenar el 5 de maig de 2023, com a part de la cinquena fase de l'MCU.

## Argument
A la seva nova seu a Knowhere, els Guardians of the Galaxy són atacats per Adam Warlock, un guerrer Sovereign creat per la Gran Sacerdotessa Ayesha que busca destruir-los per robar-li. Després de ferir greument a Rocket, Adam és apunyalat per Nebula i fuig. Els paquets mèdics dels Guardians són ineficaços per curar les ferides d'en Rocket, a causa d'un interruptor de matar-lo incrustat en ell per l'organització Orgocorp. Els Guardians viatgen a la seu d'Orgocorp per trobar el codi d'anul·lació de l'interruptor i salvar la vida de Rocket.
Mentre Rocket està inconscient, recorda el seu passat. Va ser trobat com un os rentador nadó i van experimentat amb ell sota el domini de l'High Evolutionary, líder d'Orgocorp, que va intentar millorar i antropomorfitzar les formes de vida dels animals (humanimals) per crear una societat ideal emplaçada a la Counter-Earth. Rocket es va fer amic dels seus companys de la prova del lot 89: la llúdriga Lylla, la morsa Teefs i el conill Floor. L'High Evolutionary va quedar impressionat per la creixent intel·ligència de Rocket i va utilitzar la seva visió per solucionar un defecte en posteriors lots humanimals, però va planejar extreure el cervell de Rocket per a més investigacions i exterminar l'obsolet Lot 89. Rocket va intentar alliberar els seus amics, però l'High Evolutionary va matar la Lylla. Enfurismat, en Rocket va malmetre l'Alt Evolucionari, els secuaces del qual van matar en Teefs i en Floor en el tiroteig posterior. Rocket va fugir en una nau espacial.
En l'actualitat, els Ravagers, inclosa una versió alternativa de Gamora, ajuden els Guardians a infiltrar-se en Orgocorp. Recuperen l'arxiu de Rocket però descobreixen que el codi va ser eliminat, amb el probable culpable Theel, un dels assessors de l'High Evolutionary. Els Guardians, juntament amb Gamora, marxen cap a la Counter-Earth per trobar-lo. Els segueixen Ayesha i Adam després que l'High Evolutionary, el creador de la seva raça, amenacés amb acabar amb els Sovereigns si no aconseguien recuperar en Rocket. Els Guardians arriben a la Counter-Earth i són guiats fins al complex dels Laboratoris Arête. Drax i Mantis romanen amb Gamora i Rocket, mentre que Peter Quill, Groot i Nebula viatgen a Arête. Nebula es veu obligada a esperar fora pels guàrdies a causa de les seves millores cibernètiques; Quill i Groot entren a Arête, mentre que en Drax enganya a Mantis perquè segueixi el grup d'en Quill. Gamora salva en Rocket de l'Adam i el guàrdia de l'High Evolutionary War Pig.
Interrogat per Quill, l'Alt Evolucionari admet que aquesta versió de la societat de la Counter-Earth és imperfecta, així que bombardeja el planeta, matant els Humanimals així com l'Ayesha. Arête marxa com una nau espacial, amb Nebula, Drax i Mantis embarcant per rescatar Quill i Groot. Tanmateix, aquesta última parella escapa d'Arête amb Theel, a qui maten abans de recuperar el codi del seu cadàver. Són rescatats per Gamora a la seva nau. Com que el grup d'en Quill utilitza el codi, Rocket té una experiència propera a la mort en la qual es retroba amb la Lylla, en Teefs i en Floor. De la Lylla s'assabenta que el seu moment encara no ha arribat, ja que en Quill utilitza el codi per desactivar l'interruptor de matança i reiniciar el cor de Rocket.
Drax, Nebula i Mantis es troben amb diversos nens humanoides modificats genèticament a Arête, el següent lot de subjectes de prova de l'High Evolutionary, abans de ser capturats. Els altres Guardians organitzen un rescat, que condueix a una batalla contra les forces de l'High Evolutionary.

## Repartiment
- Chris Pratt com a Peter Quill / Star-Lord
- Zoe Saldaña com a Gamora
- Dave Bautista com a Drax
- Karen Gillan com a Nebula
- Pom Klementieff com a Mantis
- Vin Diesel com a Groot
- Bradley Cooper com a Rocket
- Will Poulter com a Adam Warlock
- Sean Gunn com a Kraglin
- Chukwudi Iwuji com a el High Evolutionary (Alt Evolucionador)
- Linda Cardellini com a Lylla
- Nathan Fillion com a Master Karja
- Sylvester Stallone com a Stakar Ogord

A més, també reapareixen d'entregues anteriors Elizabeth Debicki com a Ayesha, Michael Rosenbaum com a Martinex, Christopher Fairbank com a the Broker, Gregg Henry com a l'avi de Peter, Michael Rooker com a Yondu Udonta, Maria Bakalova com a Cosmo, Tara Strong (en substitució de Miley Cyrus) com a Mainframe i Jared Gore com a Krugarr. Seth Green dona la veu original de Howard the Duck.

## Música
L'abril de 2017, Gunn va dir que pensava que la música de la pel·lícula seria diferent de la que es va utilitzar per a les bandes sonores de les dues primeres pel·lícules, Awesome Mix Vol. 1 i Vol. 2. El mes següent, va afegir que estava "en pànic" per la banda sonora i va haver de fer algunes "eleccions bastant específiques" en poc de temps a causa de la gamma més àmplia de música disponible per a la història. A principis de juliol de 2017, Gunn havia reduït les seues opcions per a cançons potencials a 181, però va assenyalar que aquesta llista podria tornar a créixer. Totes les cançons de la pel·lícula havien estat seleccionades el mes següent; les cançons no són modernes i provenen del Zune que Quill va rebre al final del vol. 2. Gunn no va poder emprar una cançó que volia per al vol. 3 a causa d'una batalla legal sobre la seua propietat.
La llista de cançons de l'Awesome Mix Vol. 3 es va revelar l'abril de 2023 i es va posar a disposició a Spotify i Apple Music el 3 d'abril com a part d'una llista de reproducció més gran de Guardians of the Galaxy: The Official Mixtape, que també incloïa les bandes sonores i les partitures de les dues pel·lícules anteriors. Awesome Mix Vol. 3 va ser llançat per Hollywood Records en CD i descàrrega digital el 3 de maig de 2023, un vinil de 2 LP de 12 polzades el 5 de maig, i es publicarà en casset el 7 de juliol.
L'octubre de 2021, Gunn va revelar que John Murphy estava component la partitura de la pel·lícula i que ja havia gravat música per reproduir-la al plató durant el rodatge. Murphy substitueix a Tyler Bates, que va compondre la partitura de les dues primeres pel·lícules; Murphy també havia substituït Bates com a compositor de The Suicide Squad després que Bates deixés també aquella pel·lícula durant la producció.